# Droga krajowa nr 57 (Węgry)
Droga krajowa nr 57 (węg. 57-es főút) – droga krajowa w komitacie Baranya w południowych Węgrzech. Długość - 40 km. Przebieg: 
- Mohács – skrzyżowanie z 56
- Pecz – skrzyżowanie z 58 i z 6